# 角翼爱神螺
角翼爱神螺（学名：Alaerato angulifera）为爱神螺科翼爱神螺属的动物。分布于菲律宾、新加坡、文莱、马来西亚、加里曼丹岛、印度尼西亚、澳大利亚，包括南海等海域。该物种的模式产地在加里曼丹岛。